# Ruan-sur-Egvonne
Ruan-sur-Egvonne település Franciaországban, Loir-et-Cher megyében. Lakosainak száma 80 fő (2022. január 1.). Ruan-sur-Egvonne Bouffry, Fontaine-Raoul, Villebout, Cloyes les Trois Rivières és Vald'Yerre községekkel határos.

## Népesség
A település népessége az elmúlt években az alábbi módon változott:
| Lakosok száma | 149  | 101  | 79   | 90   | 94   | 94   | 94   | 85   | 80   | 80   |
|               | 1968 | 1982 | 1990 | 2006 | 2013 | 2015 | 2017 | 2019 | 2020 | 2022 |